# Second Impact (singolo)
Second Impact è un brano musicale di Masami Okui scritto da Yabuki Toshiro e dalla stessa Okui, e pubblicato come singolo il 27 novembre 2003 dalla Starchild. Il singolo è arrivato alla cinquantaseiesima posizione nella classifica settimanale Oricon.

## Tracce
CD singolo KICM-1092
1. SECOND IMPACT
2. PURE
3. MESSAGE
4. SECOND IMPACT (instrumental)
5. PURE (instrumental)
6. MESSAGE (instrumental)

Durata totale: 27:14

## Classifiche
| Classifica (2003)                        | Posizione più alta |
| ---------------------------------------- | ------------------ |
| Giappone (Classifica settimanale Oricon) | 56                 |